# Aalesunds Fotballklubb
L'Aalesunds Fotballklubb, meglio noto come Aalesund, è una società calcistica norvegese con sede nella città di Ålesund. Dal 2024 milita in 1. divisjon, la seconda divisione del campionato norvegese.

## Storia
Società fondata il 25 giugno 1914, l'Aalesund F.K. ha giocato le gare in casa di campionato al Kråmyra Stadium fino al 2005, quando il club ha traslocato nel nuovo Color Line Stadium, che ha una capienza di circa 11.000 spettatori. Nel campionato del 2006, questa compagine ha registrato una media di 9.943 spettatori a partita, che rappresenta tuttora un record per l'Adeccoligaen, la seconda divisione norvegese.
L'Aalesund ha anche un club di tifosi noto col nome di "The Storm", e può contare su circa 2.000 membri. I club cittadini rivali sono l'SK Herd, l'SPKL Rollon, l'FC Skarbøvik e l'FC Spjelkavik. A livello regionale, le rivalità più sentite sono quelle con il Molde e l'Hødd. John Arne Riise ha iniziato la sua carriera in questo club, tornando a militarvi nel marzo 2016.

## Allenatori
- 1960  Einar Aas
- 1961  Torbjørn Aarø
- 1961-1962  Reidar Steen Jensen
- 1963  Alois Pfeiffer
- 1964-1965  Torbjørn Aarø
- 1966-1967  Oddvar Aarø
- 1968-1969  Karsten Molværsmyr
- 1970-1971  Knut Osnes
- 1972-1974  Arnfinn Gjerde
- 1975  Kallen Johannesen
- 1975-1976  Steinar Nedregård
- 1977  Geoff Hudson
- 1978  Bobby Gould
- 1979  Einar With
- 1980-1981  Erik Eriksen
- 1982-1984  Frank Sourza
- 1984-1985  Helge Nøstdahl
- 1985  Arnfinn Espeseth
- 1986-1988  Thomas Nordahl
- 1989  Egil Olsen
- 1990-1991  Stein Gisle Alvestad
- 1992-1993  Helge Røsvik
- 1994-1996  Knut Torbjørn Eggen
- 1997-1999  Bård Wiggen
- 2000  Geir Hansen
- 2001-2005  Ivar Morten Normark
- 2006-2007  Per Joar Hansen
- 2008  Sören Åkeby
- 2008-2012  Kjetil Rekdal
- 2013-2014  Jan Jönsson
- 2015  Harald Aabrekk
- 2015-2017  Trond Fredriksen
- 2017-2020  Lars Bohinen
- 2020-2023  Lars Arne Nilsen
- 2023-oggi  Christian Johnsen

## Palmarès

### Competizioni nazionali
- Coppa di Norvegia: 2

2009, 2011
- 2. divisjon: 1

2000 (gruppo 6)

### Competizioni giovanili
- Norgesmesterskapet G19: 2

1964, 1991

### Altri piazzamenti
- Coppa di Norvegia:

Semifinalista: 2002
- Mesterfinalen:

Finalista: 2010, 2012
- 1. divisjon:

Secondo posto: 2002, 2004, 2006, 2021
Terzo posto: 2018
- UEFA Fair Play ranking: 1

2010-2011

## Statistiche

### Statistiche nelle competizioni UEFA
Tabella aggiornata alla fine della stagione 2017-2018.
| Competizione                  | Partecipazioni | G  | V | N | P | RF | RS |
| ----------------------------- | -------------- | -- | - | - | - | -- | -- |
| Coppa UEFA/UEFA Europa League | 3              | 14 | 6 | 3 | 5 | 25 | 20 |

## Organico

### Rosa 2024
Rosa aggiornata al 14 ottobre 2024.
| N. |                       | Ruolo | Calciatore           |
| -- | --------------------- | ----- | -------------------- |
| 1  | Norvegia (bandiera)   | P     | Sten Grytebust       |
| 2  | Danimarca (bandiera)  | D     | Mads Nielsen         |
| 3  | Croazia (bandiera)    | D     | Vinko Međimorec      |
| 5  | Norvegia (bandiera)   | D     | Thomas Grøgaard      |
| 6  | Norvegia (bandiera)   | C     | Håkon Hammer         |
| 7  | Norvegia (bandiera)   | C     | Kristoffer Nessø     |
| 8  | Norvegia (bandiera)   | C     | Henrik Melland       |
| 9  | Danimarca (bandiera)  | A     | Alexander Ammitzbøll |
| 10 | Portogallo (bandiera) | A     | Cláudio Braga        |
| 11 | Islanda (bandiera)    | C     | Davíð Jóhannsson     |
| 13 | Svezia (bandiera)     | P     | Andreas Gülstorff    |
| 14 | Norvegia (bandiera)   | D     | Simen Vatne Haram    |
| 15 | Norvegia (bandiera)   | A     | Sander Kilen         |
| 17 | Norvegia (bandiera)   | A     | Noah Solskjær        |

| N. |                               | Ruolo | Calciatore              |
| -- | ----------------------------- | ----- | ----------------------- |
| 18 | Norvegia (bandiera)           | A     | Martin Ramsland         |
| 19 | Danimarca (bandiera)          | A     | Paul Ngongo             |
| 20 | Macedonia del Nord (bandiera) | D     | Metodi Maksimov         |
| 22 | Svezia (bandiera)             | C     | Marcus Rafferty         |
| 23 | Norvegia (bandiera)           | D     | Erik Ansok Frøysa       |
| 24 | Norvegia (bandiera)           | P     | Sondre Midthjell        |
| 25 | Norvegia (bandiera)           | D     | John Kitolano           |
| 26 | Norvegia (bandiera)           | P     | Tor Erik Larsen         |
| 28 | Norvegia (bandiera)           | C     | Eivind Kolve            |
| 29 | Filippine (bandiera)          | A     | Bjørn Martin Kristensen |
| 33 | Norvegia (bandiera)           | D     | Stian Holte             |
| 35 | Norvegia (bandiera)           | D     | Sebastian Berntsen      |
| 44 | Stati Uniti (bandiera)        | D     | Sam Rogers              |
| 66 | Danimarca (bandiera)          | C     | Janus Seehusen          |